# Państwowe Muzeum Etnograficzne w Warszawie

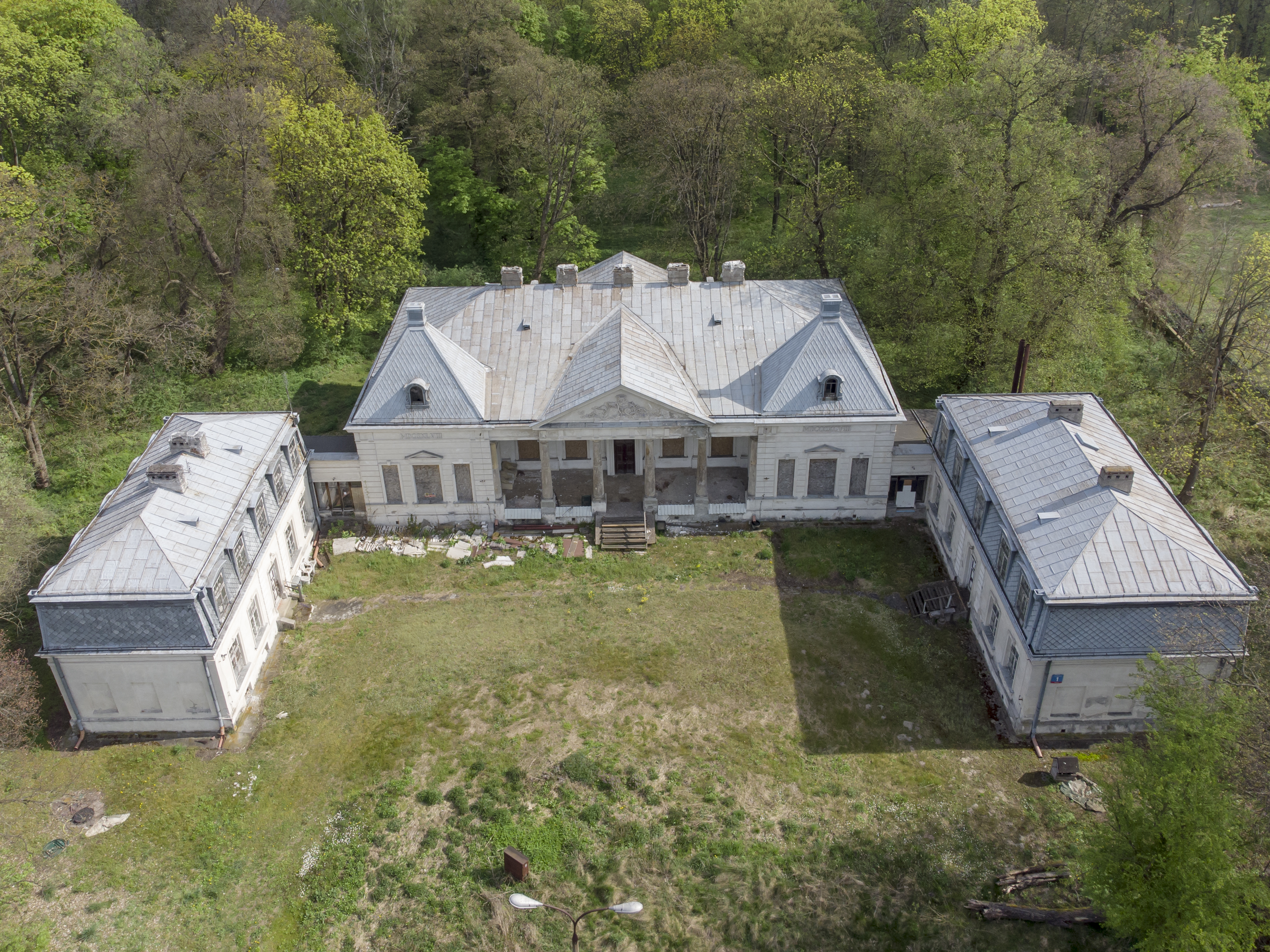
Pałac Brühla na Młocinach – pierwsza powojenna siedziba

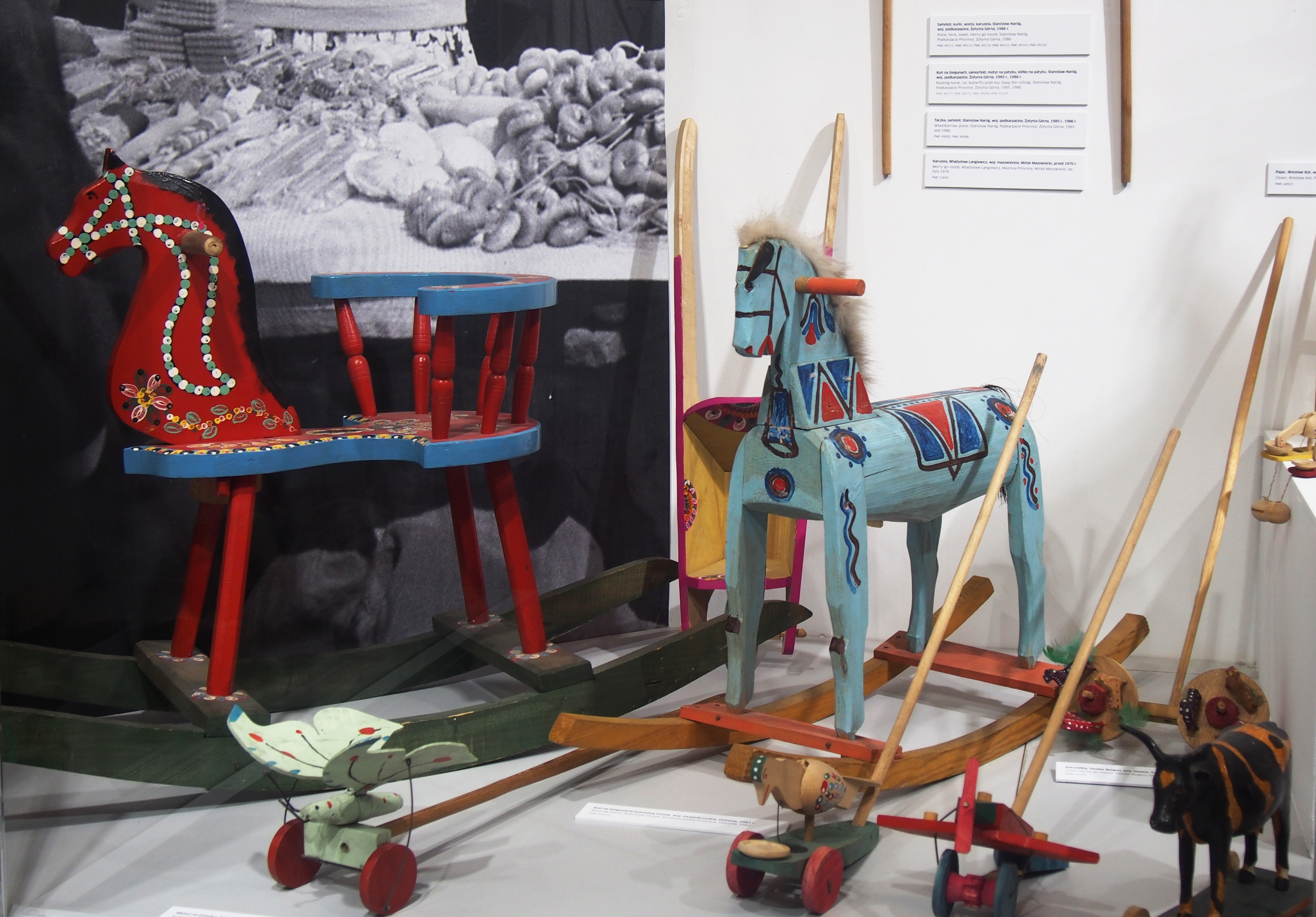
Sala o zabawkach i jarmarkach – wystawa „Czas świętowania w Polsce i Europie”

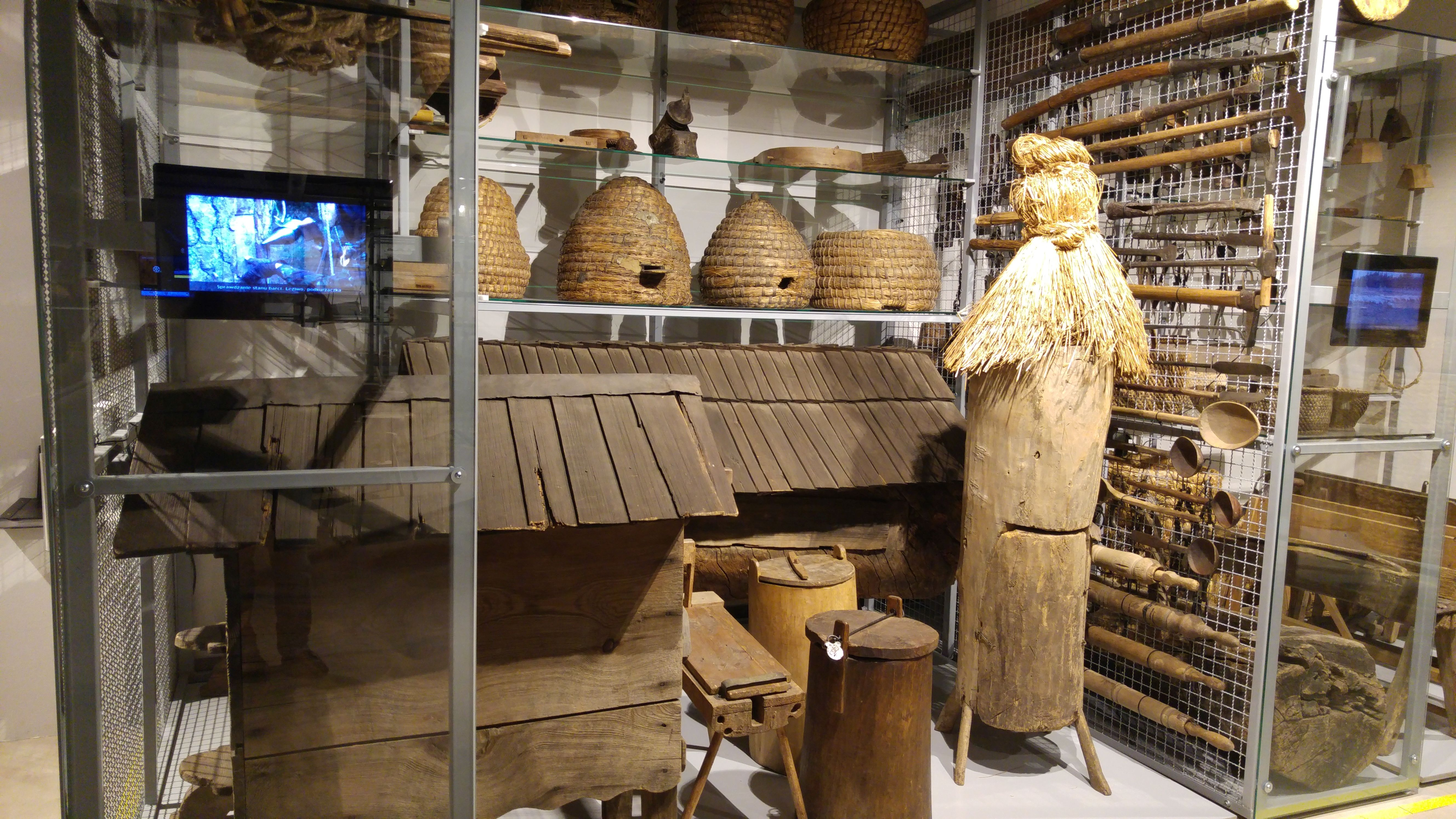
Wystawa stała „Porządek rzeczy. Magazyn Piotra B.Szackiego”

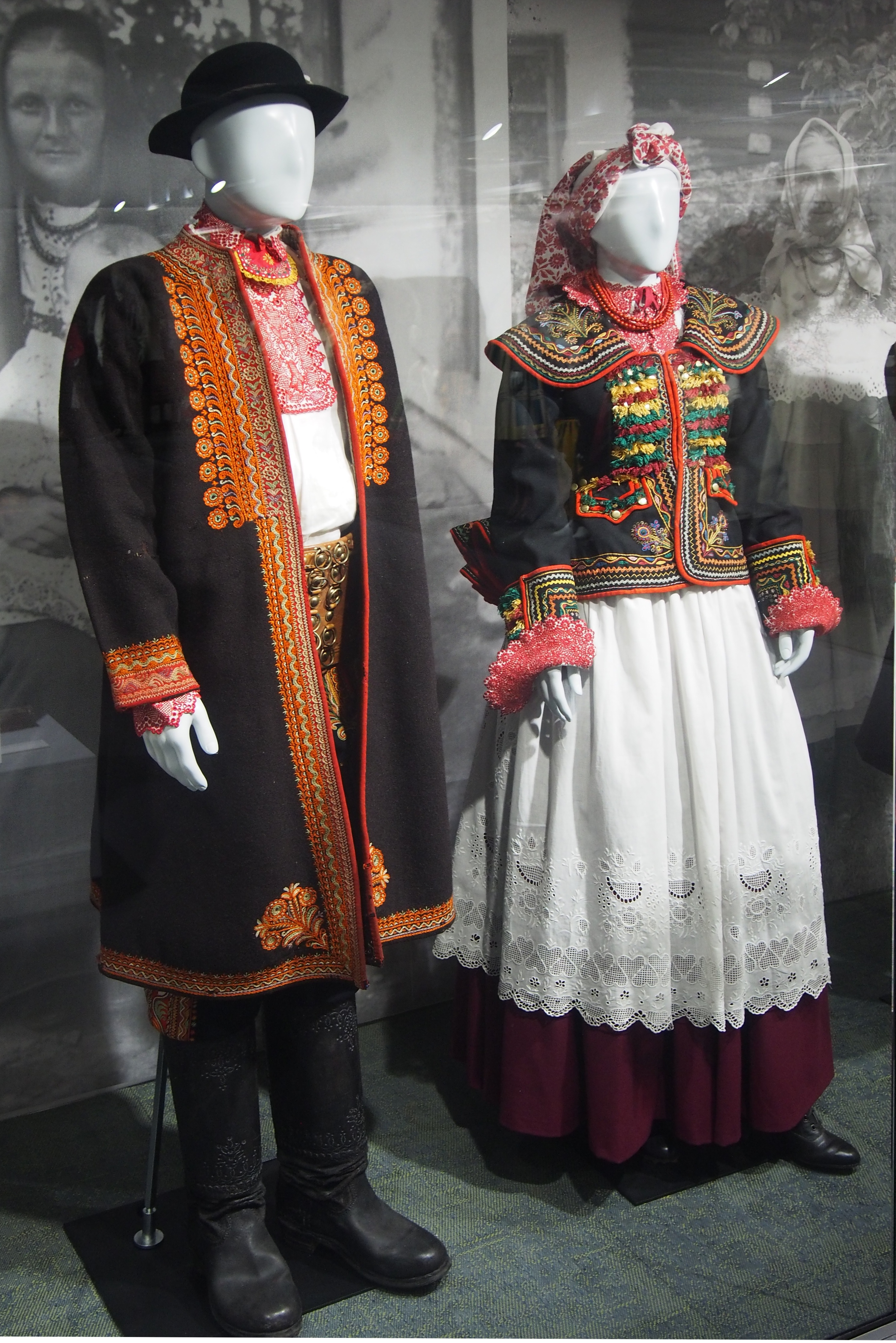
Strój Lachów Sądeckich – fragment wystawy „Czas świętowania w kulturach Polski i Europy”

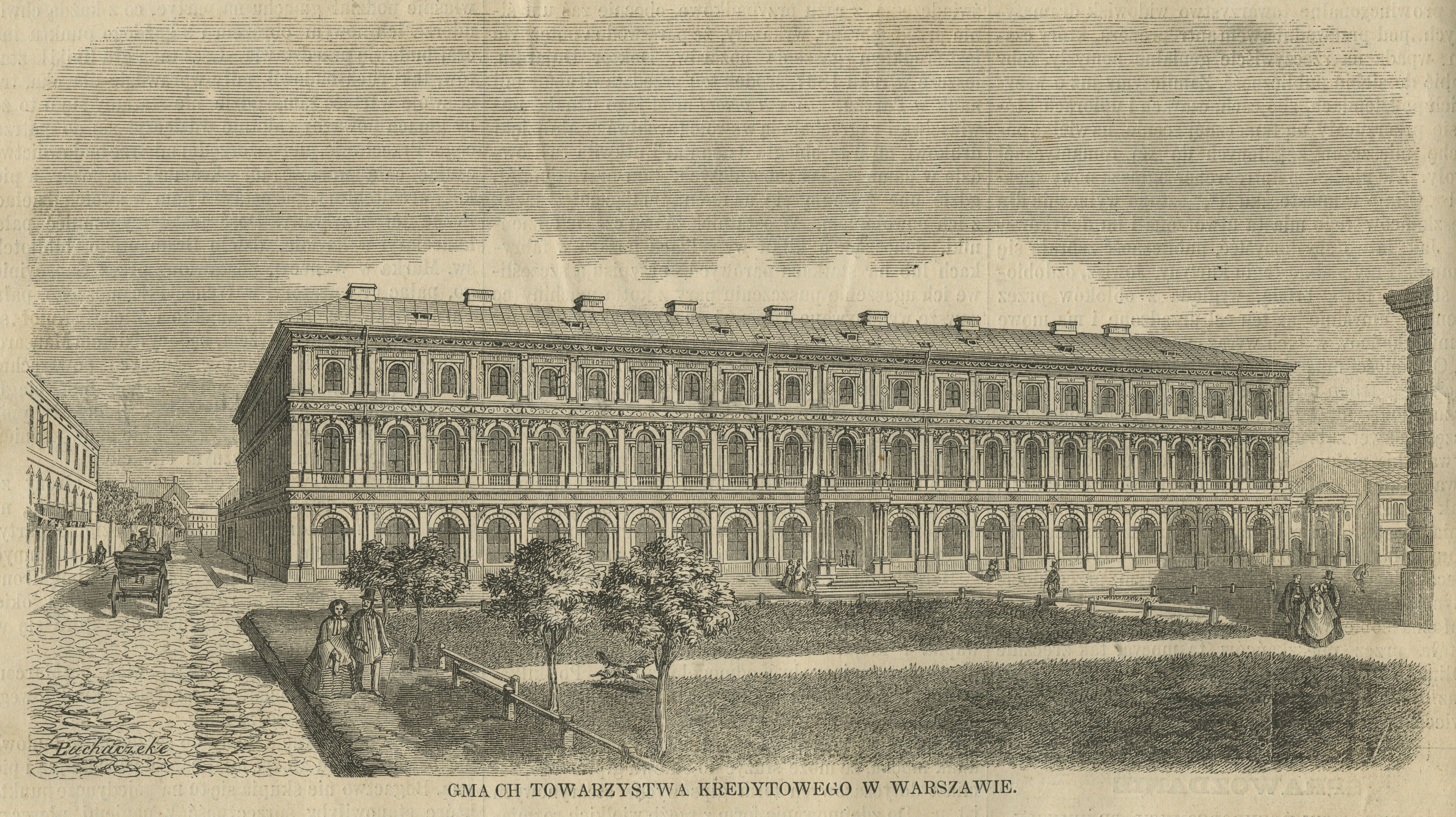
Gmach Towarzystwa Kredytowego w Warszawie – widok z 1859 r.

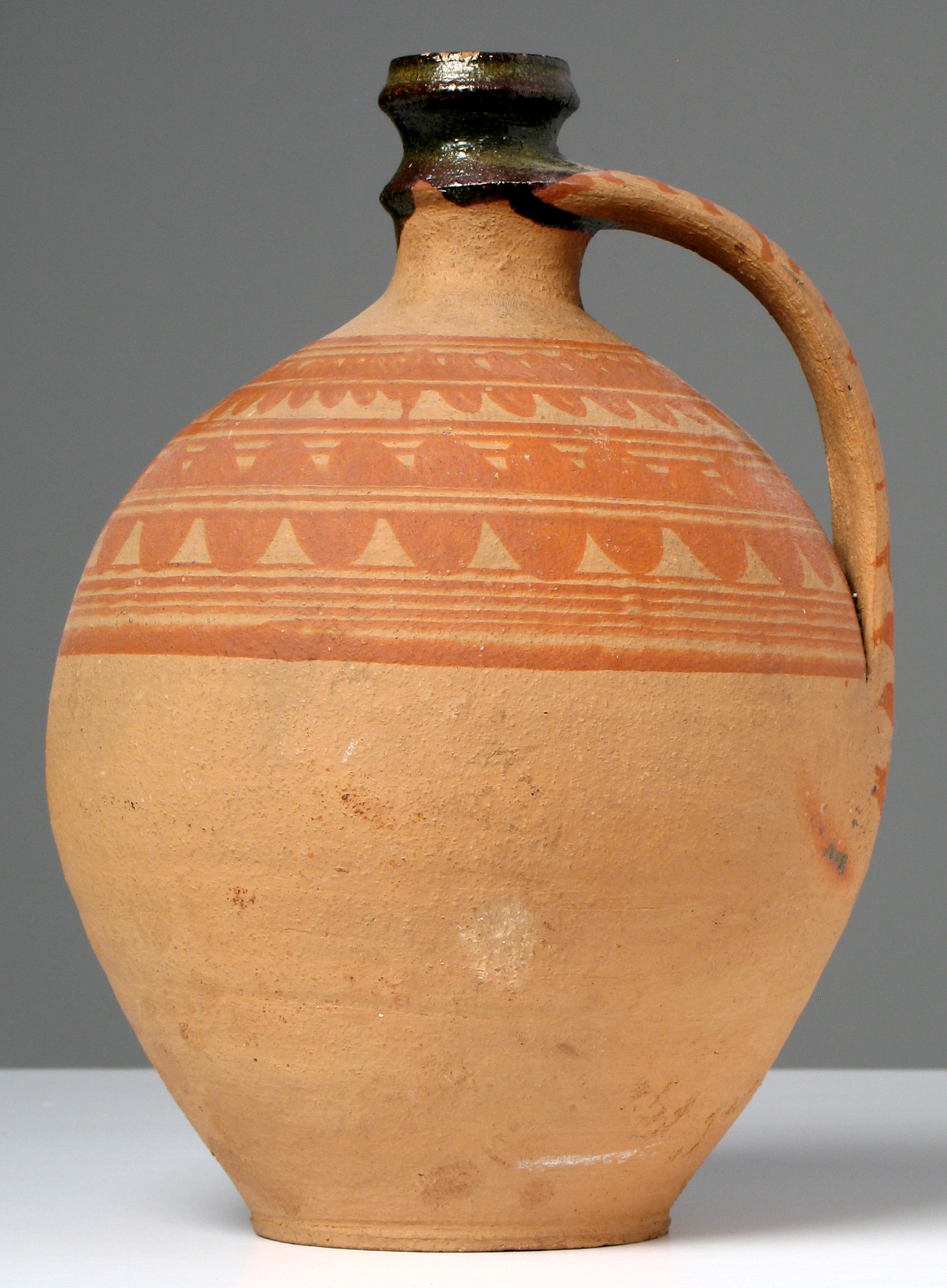
Bańka gliniana ze Słowacji. W zbiorach Państwowego Muzeum Etnograficznego w Warszawie.

Państwowe Muzeum Etnograficzne – jedno z najstarszych muzeów etnograficznych w Polsce, utworzone Warszawie w 1888 roku. Samorządowa instytucja kultury Urzędu Marszałkowskiego. Muzeum znajduje się w zabytkowym gmachu Towarzystwa Kredytowego Ziemskiego przy ul. Kredytowej 1.

## Opis
Muzeum Etnograficzne powstało z inicjatywy mecenasa Jana Maurycego Kamińskiego oraz Jana Karłowicza, którzy zainicjowali komitet organizacyjny. W roku 1888 powstała przy Warszawskim Ogrodzie Zoologicznym placówka, gromadziła zbiory etnograficzne. W 1896 za sprawą Grona Miłośników Etnografii, zbiory zostały przeniesione do Muzeum Przemysłu i Rolnictwa, mającym swoją siedzibę przy Krakowskim Przedmieściu 66.
W 1921 roku pieczę nad zbiorami etnograficznymi przejął muzeolog i znawca etnografii Europy Eugeniusz Frankowski, który przekształcił placówkę w nowoczesne muzeum prowadzące działalność naukową i wystawienniczą. Zbiory muzealne liczące w 1922 roku 8954 eksponatów szybko powiększały się, i w roku 1939 liczyły ok. 30 000 obiektów. Zbiory podzielono na trzy podstawowe grupy: pochodzące z ówczesnych terenów Polski, w tym cenne stroje i tkaniny ludowe oraz kolekcja huculska licząca 3000 okazów; zbiory ze Słowiańszczyzny i zbiory z innych krajów, stanowiące ponad 50 procent całości zasobów.
Wiele eksponatów pochodziło z prywatnych kolekcji polskich etnografów np. Leopolda Janikowskiego, Jana Kubarego, Bronisława Piłsudskiego, unikatowe zbiory indochińskie, pochodzące od Ignacego Zaremby Belakowicza oraz zbiory pochodzące z Chin, Japonii, Bliskiego Wschodu, Australii i innych rejonów świata.
Przed II wojną światową Biblioteka Muzeum Etnograficznego należała do najbogatszych bibliotek etnograficznych w kraju.
Znajdujące się w Muzeum Przemysłu i Rolnictwa zbiory Muzeum Etnograficznego zostały spalone podczas obrony Warszawy we wrześniu 1939.
W 1946 roku rozpoczęły się prace organizacyjne wskrzeszenia muzeum. Pierwotnie funkcjonowało pod nazwą Muzeum Kultur Ludowych, a jego tymczasową siedzibą był zabytkowy XVIII-wieczny pałac Brühla na Młocinach przy ul. Muzealnej. W 1949 roku otworzono pierwszą wystawę w powojennej historii Muzeum. Ekspozycja nosiła nazwę „Polski strój ludowy”. W 1959 roku Muzeum otrzymało nową siedzibę – zniszczony XIX-wieczny gmach Towarzystwa Kredytowego Ziemskiego, usytuowany u zbiegu ulic Kredytowej i Mazowieckiej. Jego odbudowę, finansowaną z kredytów Ministerstwa Kultury i Sztuki (MKiS), zaplanowano na lata 1962–1972. 15 grudnia 1973 roku nastąpiło uroczyste otwarcie Muzeum w nowej lokalizacji. Koordynatorem prac był dr Kazimierz Pietkiewicz, pełniący urząd dyrektora od 1969 r.
W trakcie kadencji dr Jana Witolda Suligi muzeum uzyskało status narodowej instytucji kultury (1992) oraz, decyzją MKiS, zostało wpisane do Państwowego Rejestru Muzeów (1998).
Muzeum wydaje od 2009 roku czasopismo naukowe „Etnografia Nowa” – periodyk antropologiczny. W Muzeum działa Biblioteka z czytelnią. Zbiory biblioteczne liczą 30 tys. woluminów (w tym starodruki i materiały kartograficzne oraz czasopisma). W Muzeum funkcjonuje Dział Dokumentacji Archiwalnej i Fotograficzno-Filmowej z ponad 120 tys. rękopisów, fotografii, negatywów, plakatów, rycin itd.
W muzeum od 2012 roku działa Muzeum dla Dzieci.

## Dyrektorzy
| Imię i nazwisko                    | Okres pełnienia funkcji                   |
| ---------------------------------- | ----------------------------------------- |
| Stanisław Ciszewski, Jan Karłowicz | 1888 –                                    |
| Eugeniusz Frankowski               | 1921 – 31 marca 1939                      |
| Tadeusz Dziekoński (1910–1980)     | 1 kwietnia 1939 –                         |
| Jan Żołna-Manugiewicz (1904–1988)  | 1 października 1946 – 30 listopada 1955   |
| Ksawery Piwocki                    | 31 stycznia 1956 – 31 stycznia 1968       |
| Kazimierz Pietkiewicz (1910–1983)  | 1 kwietnia 1969 – 1 lipca 1974            |
| Jan Krzysztof Makulski (1938-1989) | 1 marca 1974 – 1989                       |
| Jan Witold Suliga                  | 1990–2006                                 |
| Małgorzata Orlewicz                | p.o. dyr. 2006 – 2008                     |
| Adam Czyżewski                     | 2008–2020                                 |
| Tadeusz Zając                      | p.o. dyr. 2020                            |
| Robert Zydel                       | 2021−2023                                 |
| Magdalena Wróblewska               | p.o. dyr. 2023−2024, dyr. od 15 maja 2024 |

## Wystawy stałe
- Zwykłe – Niezwykłe. Fascynujące kolekcje w zbiorach Państwowego Muzeum Etnograficznego w Warszawie – wystawa przygotowana na jubileusz 120-lecia Państwowego Muzeum Etnograficznego w Warszawie w 2008 roku.
- Czas Świętowania w kulturach Polski i Europy – wystawa przygotowana na 125-lecie Państwowego Muzeum Etnograficznego w Warszawie, 2013 r. Wystawa jest największą ekspozycją w historii Muzeum, prezentującą stroje, rekwizyty, obiekty religijne, użytkowe, dekoracyjne i inne przedmioty związane z tradycjami świętowania w kulturze. Wystawie towarzyszą multimedia[6].
- Porządek rzeczy. Magazyn Piotra B.Szackiego – na wystawie w formie magazynu muzealnego z towarzyszeniem multimediów, prezentowane są zabytki związane z rzemieślnictwem (narzędzia z zakresu zdobywania i obróbki żywności, hodowli itp.). Obiekty ułożone są według autorskiej klasyfikacji nieżyjącego już pracownika muzeum, etnografa Piotra B.Szackiego[7].

## Działy i pracownie
- Dział Organizacyjny
- Główna Księgowa
- Kuratorium Etnograficzne
- Dział Przechowywania i Konserwacji Zbiorów
- Dział Inwentaryzacji
- Dział Edukacji
- Dział Informacji Naukowej
- Dział Komunikacji i Marketingu
- Dział Techniczny
- Dział Finansowo-Kadrowy
- Samodzielne Stanowisko ds. Obsługi Prawnej

## Kolekcje

### Zabytki kultury karpackiej w zbiorach PME w Warszawie: Słowacja
Kolekcję stanowi 196 eksponatów, w tym 29 najstarszych pochodzi XIX-wiecznych.
- 35 pisanek (z okolic: Czadcy, Veľkéj Čausy, Martina, Lewoczy, Veľkého Grobu, Popradu, Domanižy)
- 15 ozdób choinkowych (z okolic: Czadcy, Martina) w tym 2 szopki rzeźbiarskie (z Podvysokiej autorstwa Antona Kadury)
- 11 naczyń ceramicznych (bez dokładnego adresu pochodzenia) i 1 ceramiczna kropielniczka z okolic Martina
- 22 obrazów malowanych na szkle (w tym 19 XIX-wiecznych o tematyce religijnej, produkowanych na północno-wschodniej Słowacji, pozyskane na Podhalu oraz jeden współczesny, wykonany w 2000 r. pt. Kolędnicy, autorstwa Zuzany Vanousovej z Czadcy)
- 1 drzeworyt (brak szczegółowych danych)
- 1 rzeźba z ośrodka pątniczego – koniec XIX w., przedstawia wizerunek Madonny znany z klasztoru Zlatá Hora – popularnego ośrodka pątniczego w Czechach
- 7 obiektów dewocyjnych (współczesny obrazek – Matka Boska Frywałdska, współczesny różaniec – produkcja przemysłowa, obraz wotywny z połowy XIX w., wota woskowe – Stara Lubowla, koniec XIX w., współczesna kropielniczka z Trenczyna)
- przedmioty drewniane: łyżnik i czerpak z ogranicza słowacko-podhalańskiego
- kolekcja strojów: 6 kompletnych lub prawie kompletnych zestawów strojów kobiecych: Brezowo – 1910 r. Trenczyn – 1935 r., Pieszczany – b.d, Brezno – lata 20. XX w., Nowa Lubowla – lata 40. XX w. oraz 2017 r., Čáčov – 1930 r. – strój dziewczęcy, 1 komplet męski z ok. Trenczyna, lata 20 XX w. oraz pojedyncze elementy stroju, takie jak: pas bacowski z Liptowa, korale tzw. „dmuchane”, kożuch, zawój, kryzki, buty męskie i kobiece itp.

Opisy tych zabytków można znaleźć w programie Musnet – katalogu elektronicznym lub katalogu kartkowym w siedzibie PME w Warszawie.

### Zabytki kultury karpackiej w zbiorach PME w Warszawie: Czechy
Na 80 zabytków z terenu Czech, które są w posiadaniu PME, aż 75 pochodzi z obszarów objętych osadnictwem karpackim. Są to głównie stroje, zwłaszcza prawie kompletny strój kobiecy i męski Jacków jabłonkowskich. Stroje te zostały odtworzone współcześnie przez rzemieślników lub wykonane w pracowni konserwatorskiej PME na podstawie oryginałów strojów tej grupy etnicznej przechowywanych w Muzeum w Cieszynie. Warszawskie muzeum posiada również dużą reprezentację mosiężnych, posrebrzanych zapinek i guzików – pągwic (aż 18 sztuk) charakterystycznych dla tych strojów, będących kopiami oryginałów ze zbiorów Muzeum w Cieszynie.
Muzeum posiada też pełny strój kobiecy z miejscowości z regionu południowo-morawskiego, a nawet kilka dublujących się elementów, na przykład halek. Wszystkie te elementy są darem Narodowego Instytutu Kultury Ludowej w Strażnicy na Morawach i zostały wykonane w XX w. Pojedyncze fragmenty strojów pochodzą z innych regionów, jak na przykład również XX w. gorset z kraju ołomunieckiego.
Dwa obrazy reprezentujące kulturę Karpat w Czechach to: malowana na szkle morawska Pietà z XIX w. oraz malowany na papierze „Ecce Homo” z kraju morawsko-śląskiego z 1909 r. W zbiorach jest też obraz wotywny na płótnie z XIX w. (1823-73?), jednak niepewnego pochodzenia (Czechy lub Słowacja).
W 2017 roku dokupiono 8 pisanek, rózgę wielkanocną i fujarkę z kraju zlińskiego (Morawska Wołoszczyzna) oraz rzeźbę autorstwa twórcy ludowego Jana Brlicy Juniora o cechach rzeźby współczesnej.
Opisy tych zabytków można znaleźć w programie Musnet – katalogu elektronicznym lub katalogu kartkowym w siedzibie PME w Warszawie.

## Osoby związane z Muzeum
- Maria Frankowska
- Regina Lilientalowa
- Jacek Olędzki

## Galeria – wybrane obiekty
- Plik:Maska_kolędnicza_"Diabeł"_(1968);_Jan_Cyganik,_PME_31905.jpg
- Plik:Spódnica._Podhale;_PME_1947.jpg
- Plik:Czepiec_kobiecy_(tył)._Żywiec;_PME_2221.jpg
- Plik:Gunia_góralska,_Podhale;_PME_3671.jpg
- Plik:Cheese_molds-on_The_material_archive_of_Piotr_B_Szacki_exhibition.jpg

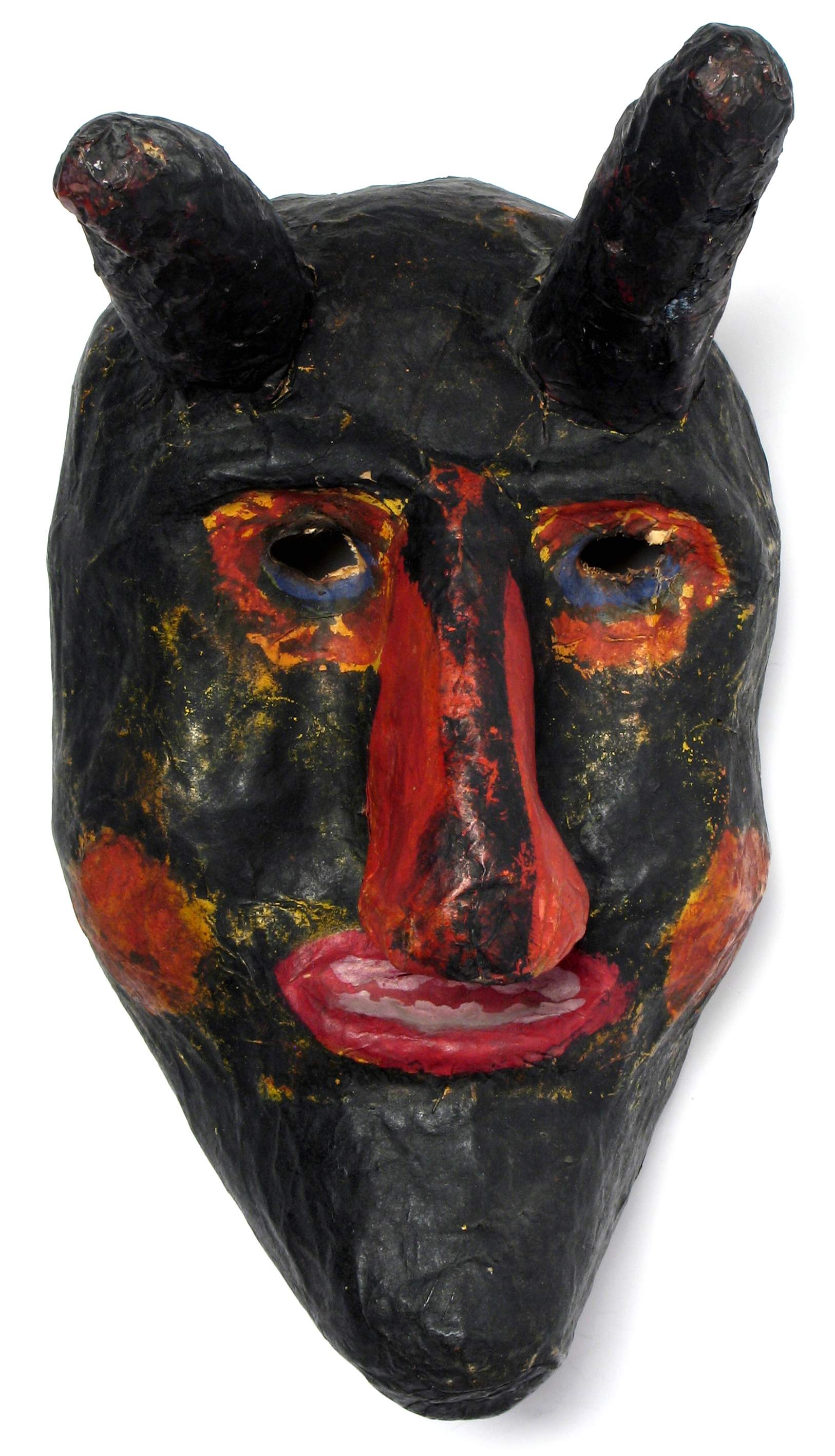
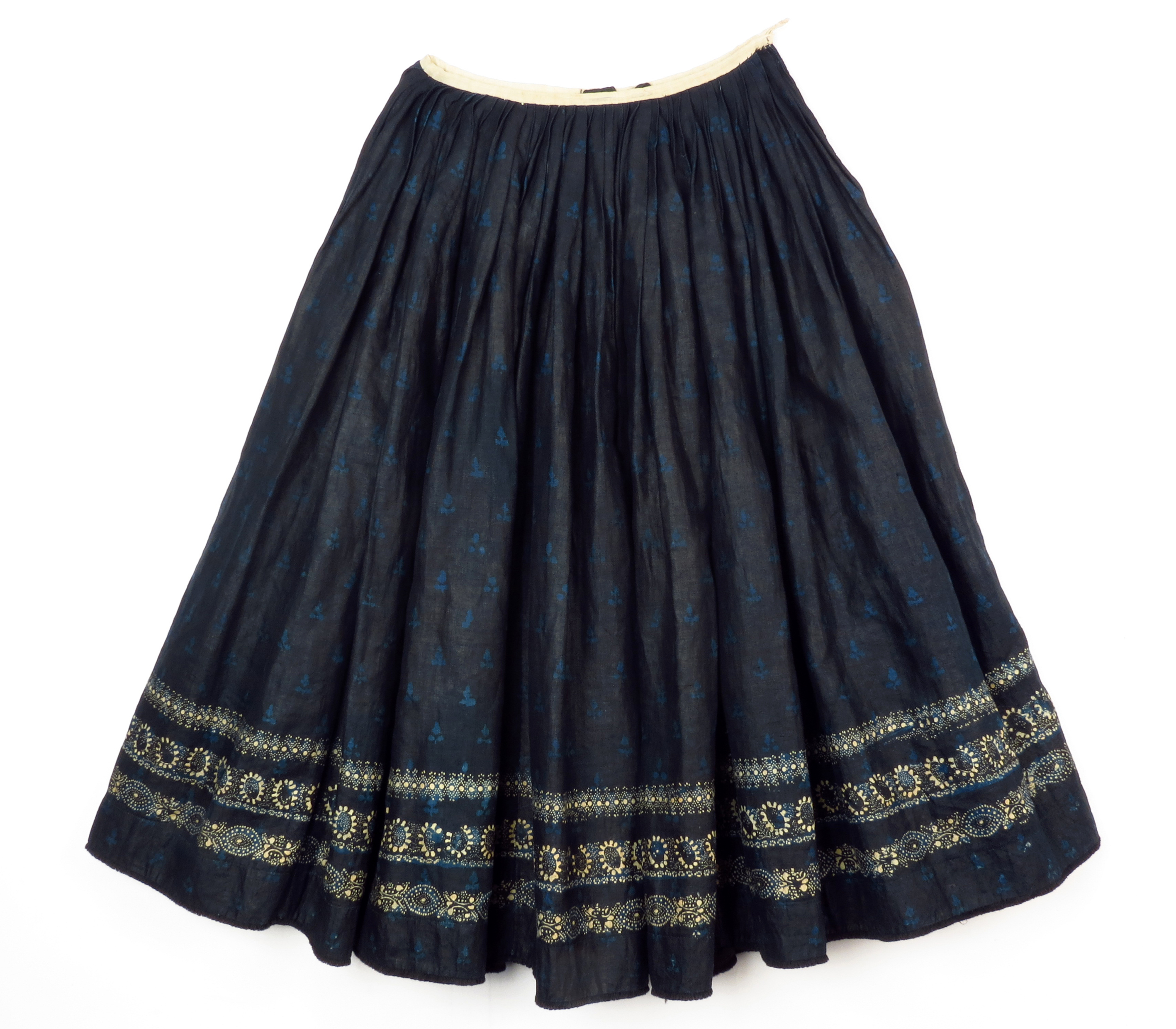
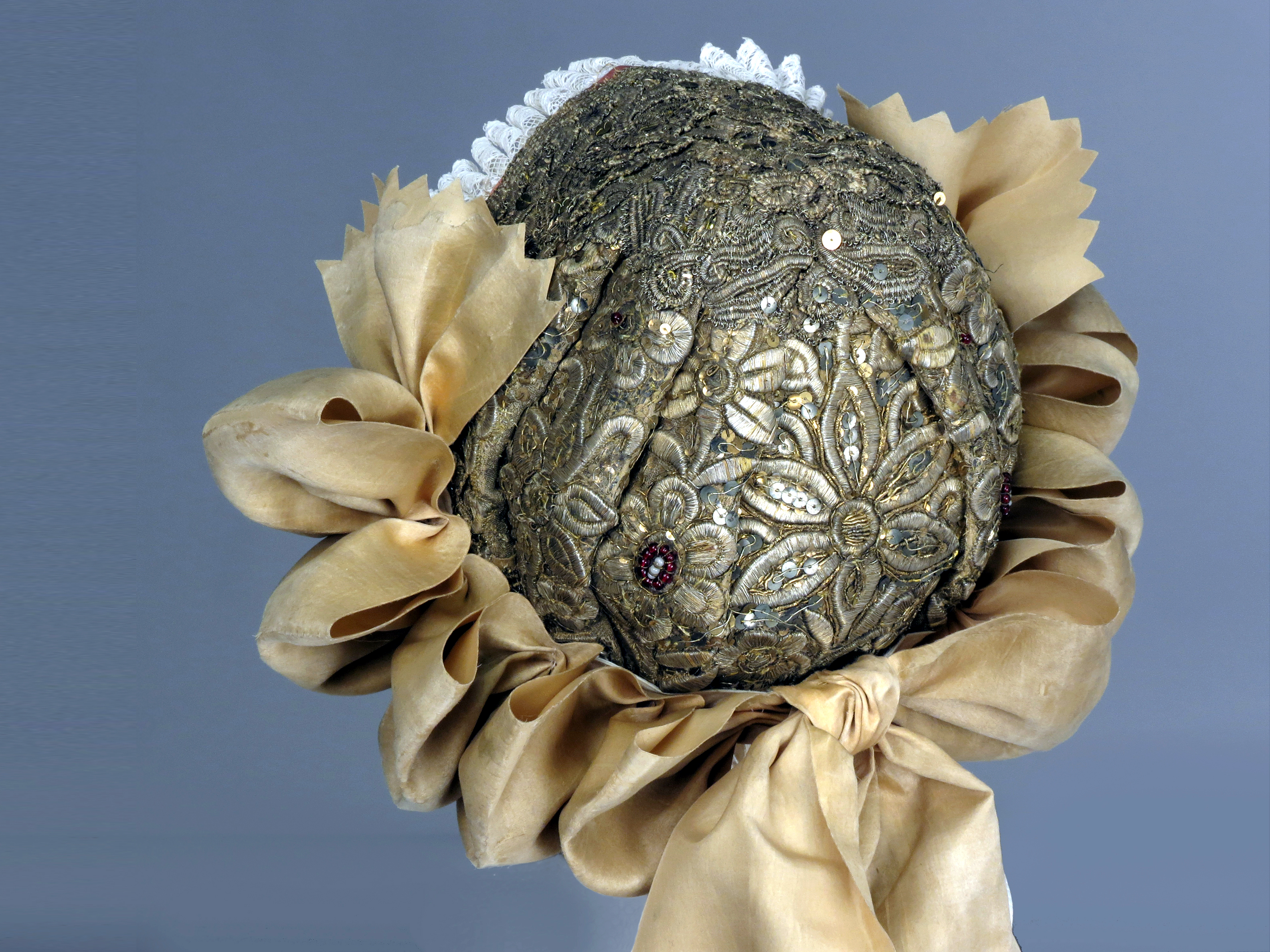
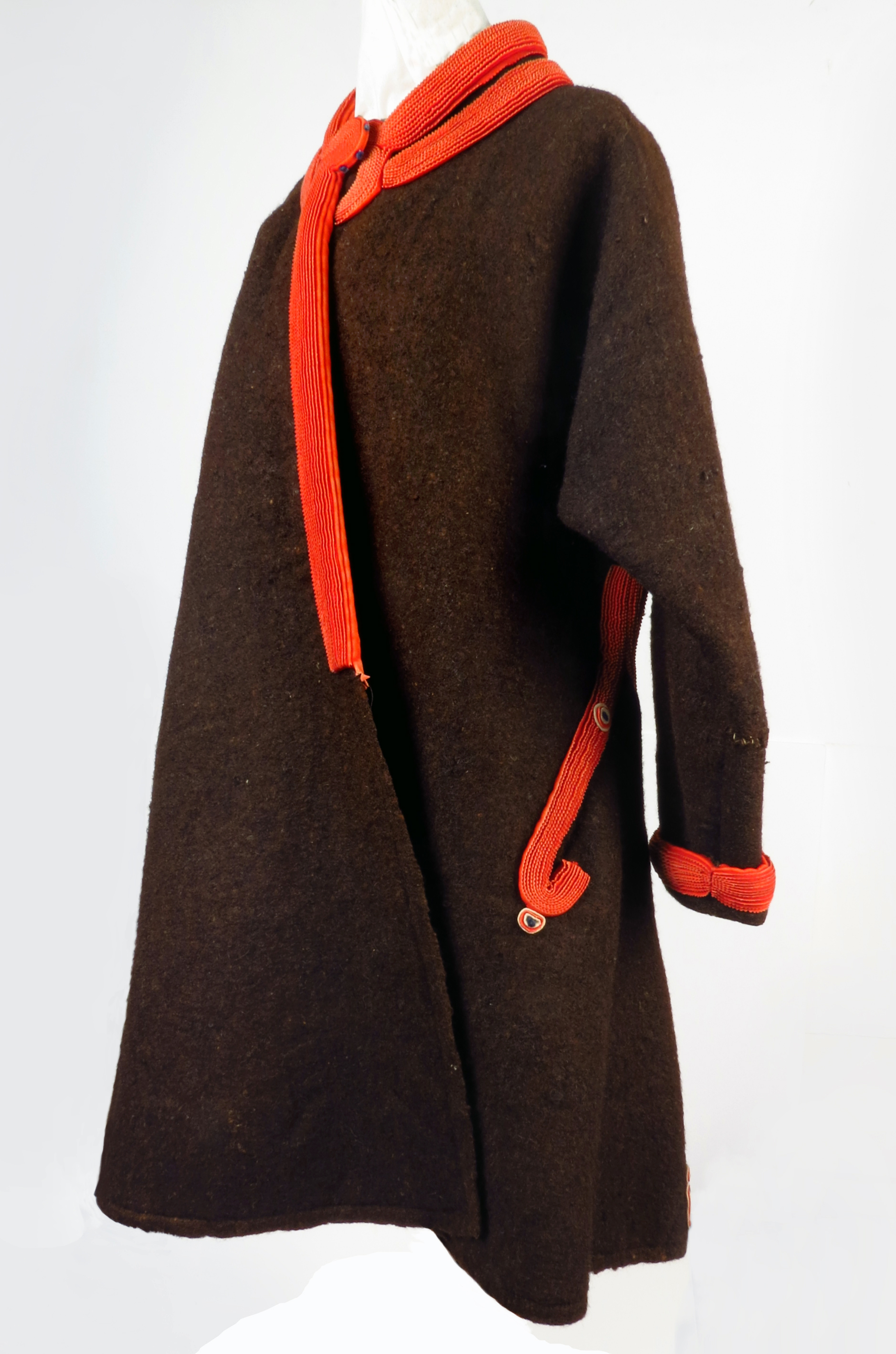
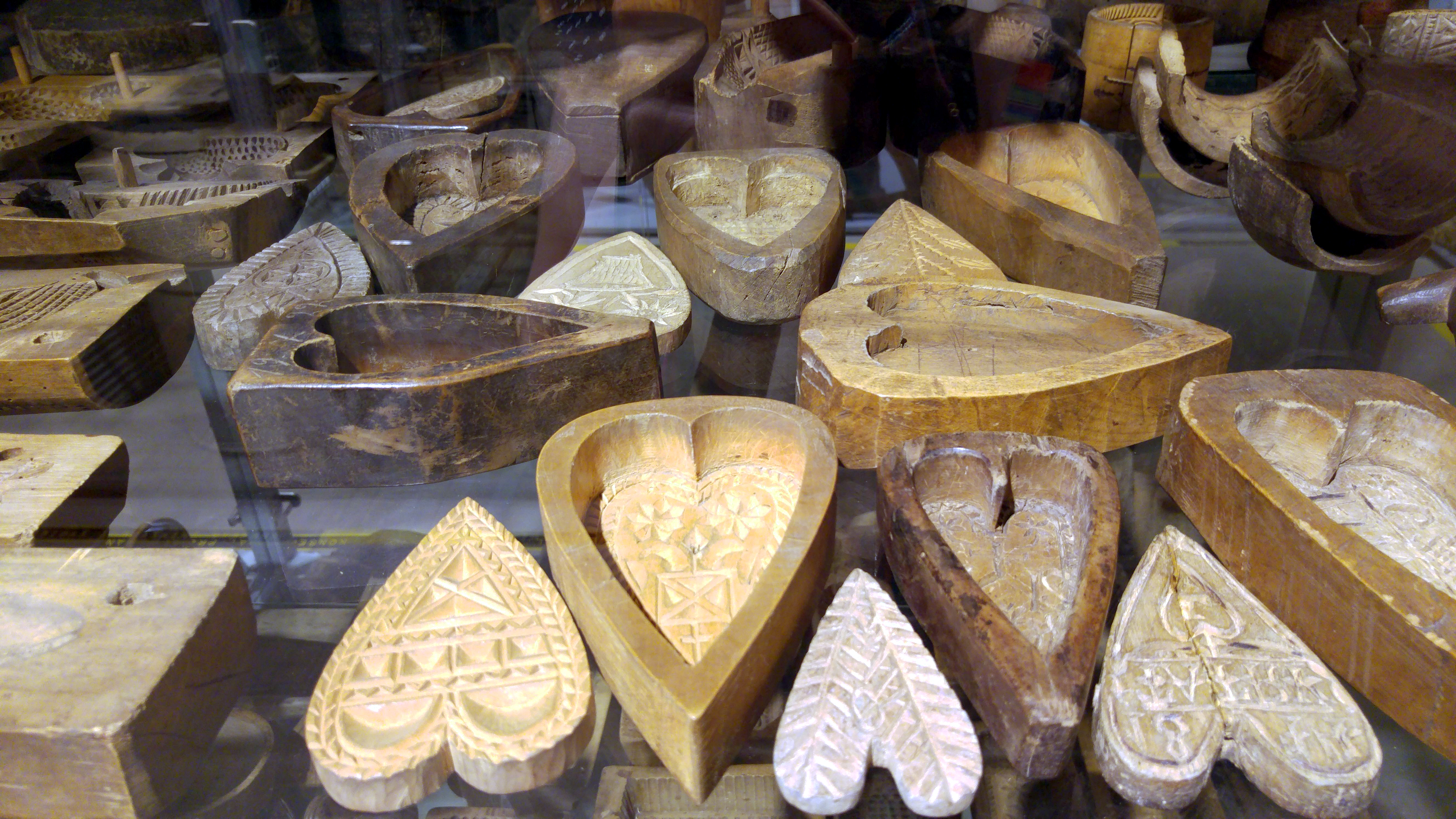
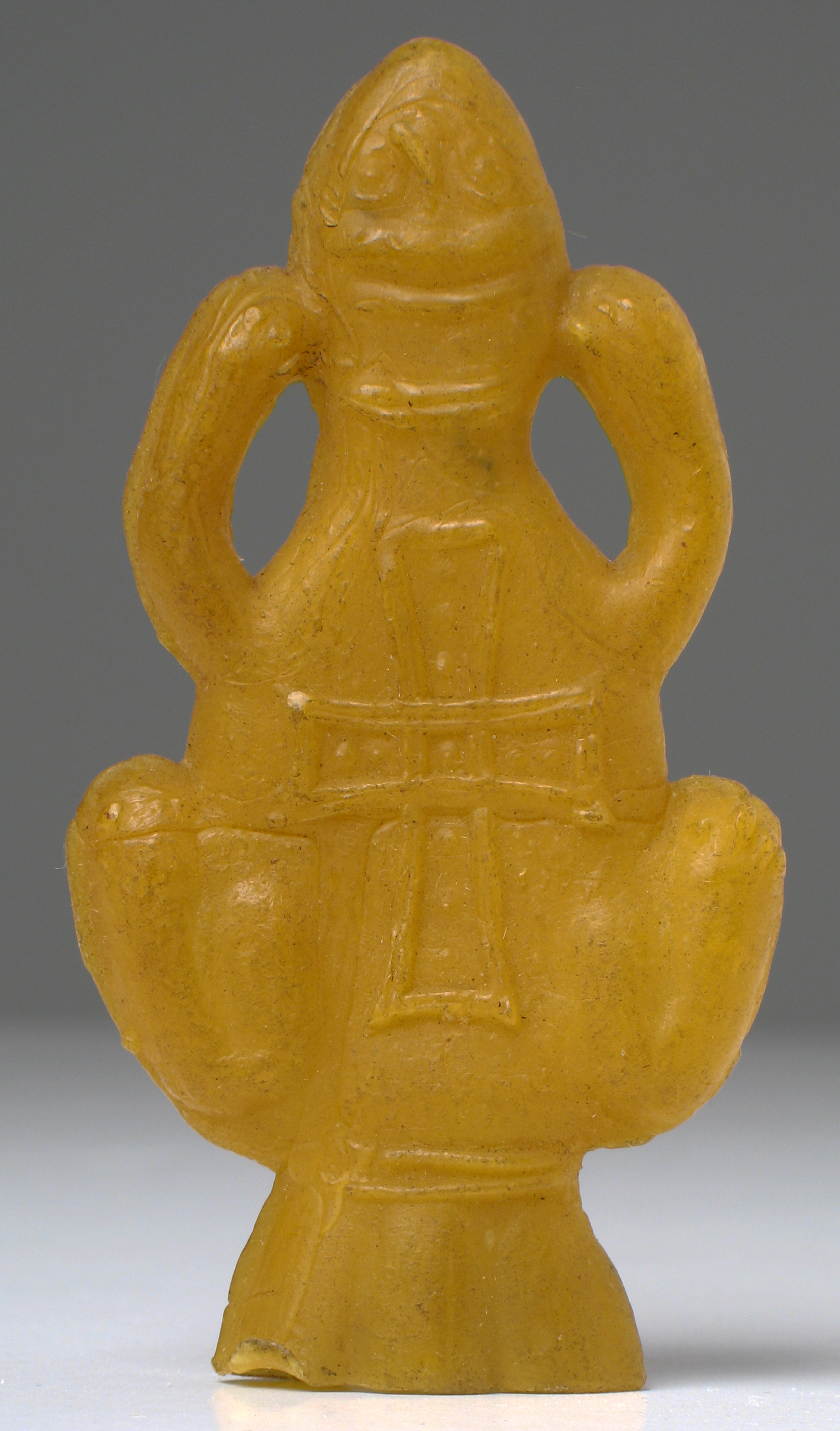
Plik:PME_29902,1_Fot._Edward_Koprowski.jpgWoto woskowe w postaci żaby, XIX wiek, Słowacja. Ze zbiorów Państwowego Muzeum Etnograficznego.
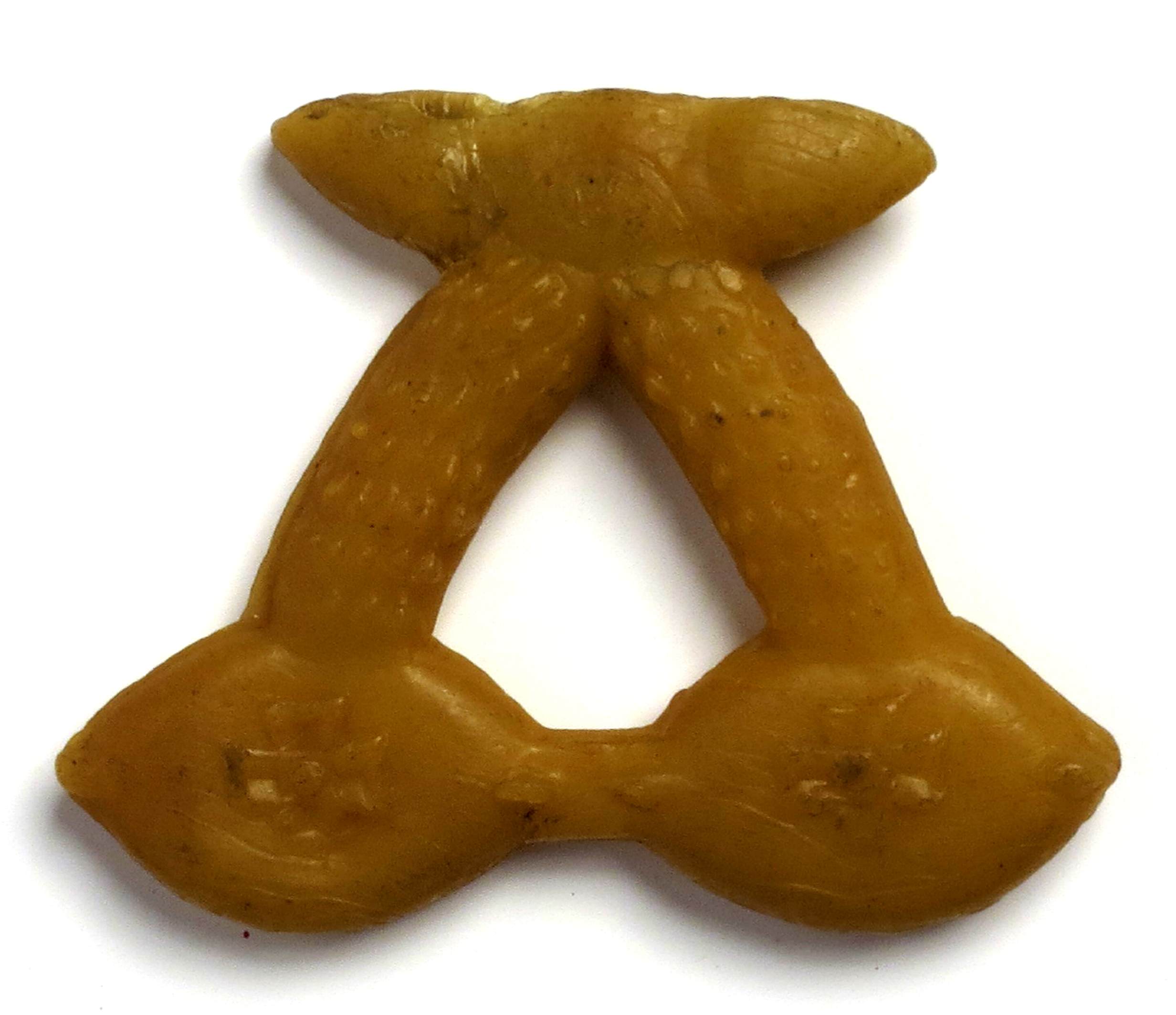
Plik:PME_29900,1_Fot._Edward_Koprowski.jpgWoto woskowe – oczy, XIX wiek, Słowacja. Ze zbiorów Państwowego Muzeum Etnograficznego w Warszawie.
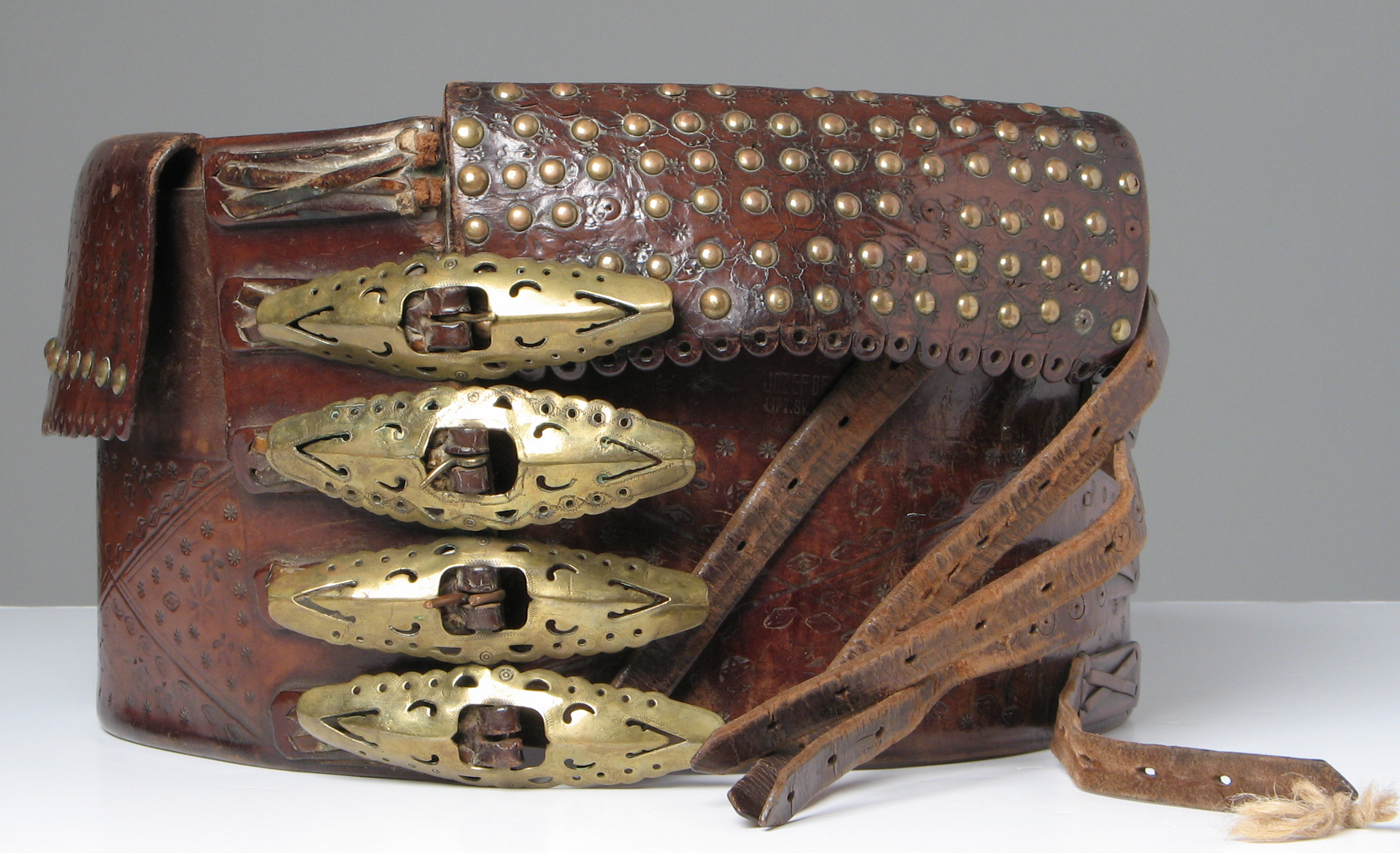
Plik:PME_26249,1_Fot._Edward_Koprowski.jpgPas bacowski, Słowacja. Ze zbiorów Państwowego Muzeum Etnograficznego w Warszawie.
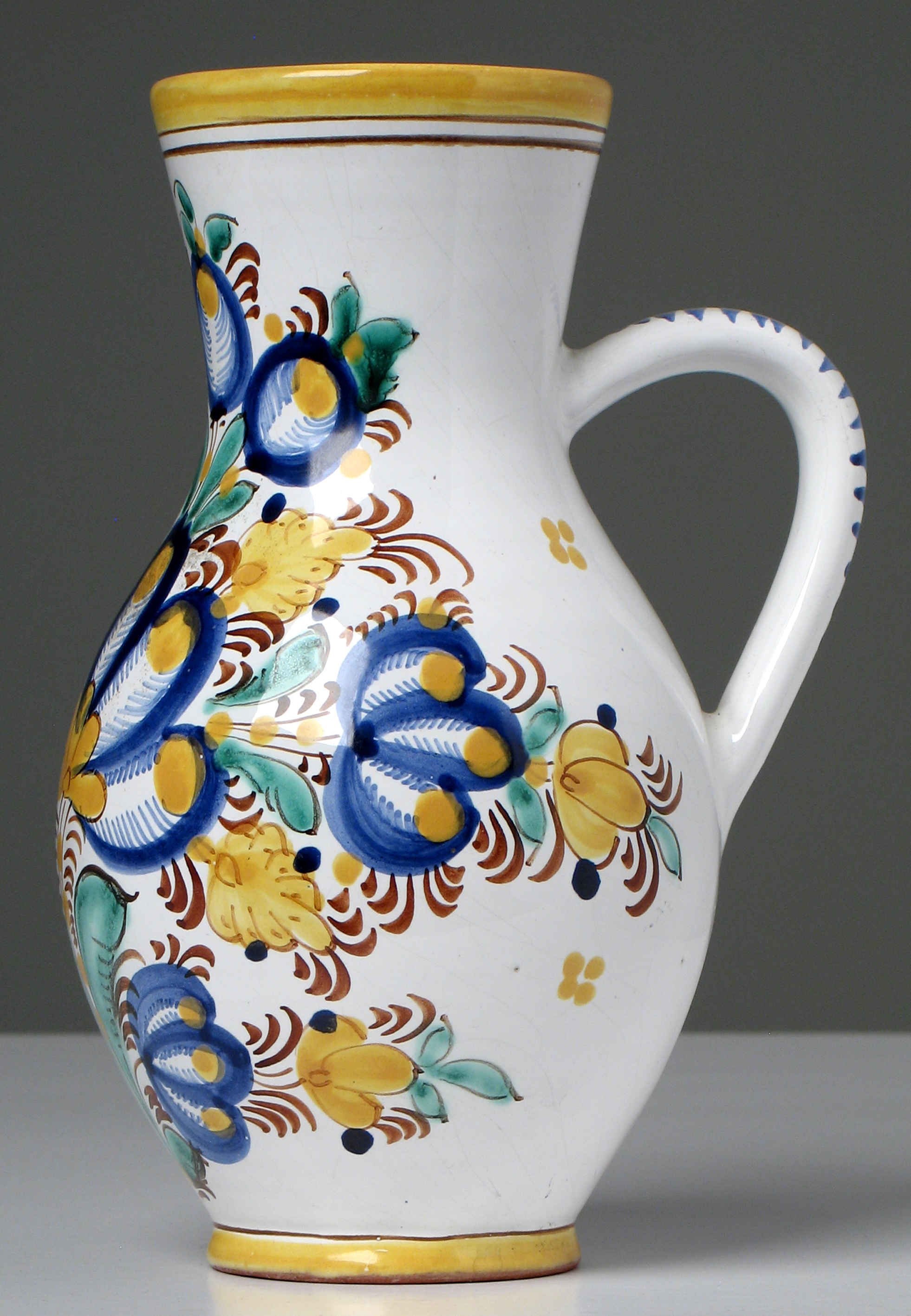
Plik:PME_36086,1_Fot._Edward_Koprowski.jpgDzbanek słowacki ze zbiorów PME w Warszawie.
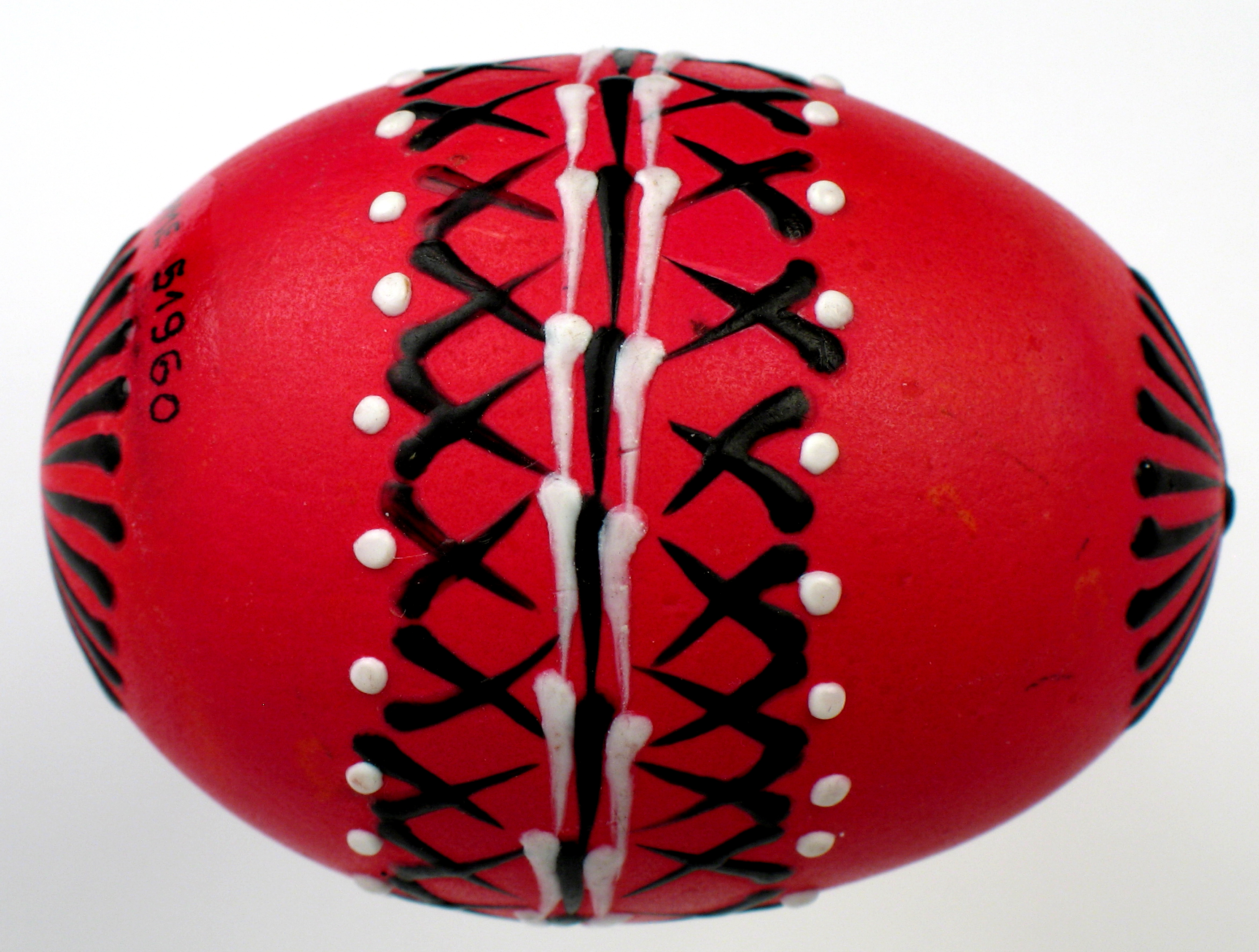
Plik:PME_51960,1_Fot._Edward_Koprowski.jpgPisanka słowacka ze zbiorów PME w Warszawie